# بومی، نیو ساوت ولز
بومی (به انگلیسی: Boomi) یک شهرک در استرالیا است که در نیو ساوت ولز واقع شده‌است.